# Bernd Jaspert
Bernd Jaspert (11. August 1944 in Wiebelskirchen – 28. Oktober 2023 in Weyhers) war ein deutscher evangelischer Theologe und Buchautor.

## Leben
Jaspert studierte nach seinem Abitur 1965 am Paul-Schneider-Gymnasium in Meisenheim am Glan Evangelische Theologie und Christliche Archäologie an der Universität Marburg. Hier wurde er 1974 mit einer Arbeit über Die Frühgeschichte der Regula Benedicti-Regula Magistri-Kontroverse (1933–1940). Ein Beitrag zur Historiographie der neueren Regula Benedicti-Forschung zum Dr. theol. promoviert. Von 1971 bis 1986 war er Sekretär bzw. Präsident der Internationalen Regula Benedicti-Kongresse. Von 1974 bis 2009 war er im Pfarrdienst der Evangelischen Kirche von Kurhessen-Waldeck tätig. 1983 bis 1986 nahm Jaspert neben seinem Pfarramt einen Lehrauftrag für Kirchengeschichte an der Philipps-Universität Marburg wahr. Von 1989 bis 1997 arbeitete er als Studienleiter und stellvertretender Direktor an der Evangelischen Akademie Hofgeismar.
Jaspert war noch während seiner Studienzeit Adlatus von Rudolf Bultmann, in dessen Haus er wohnte und dessen viel beachteten Briefwechsel mit Karl Barth er herausgab. Jaspert engagierte sich besonders auf ökumenischem Gebiet. Er war wie sein Freund Paul F. Knitter ein Verfechter einer pluralistischen Theologie der Religionen. Weit über seine eigene Kirche hinaus anerkannt gilt er als Fachmann für Frömmigkeitsgeschichte und evangelische Mönchtumsforschung. Außerdem wird er als einer der besten Bultmann-Kenner geschätzt. Von 2009 an lebte Jaspert im Ruhestand in der Rhön, wo er im Oktober 2023 in Weyhers verstarb.

## Veröffentlichungen

### Schriften (Auswahl)
- Die Regula Benedicti-Regula Magistri-Kontroverse, Hildesheim 1975 (2. Aufl. 1977), ISBN 3-8067-0524-0
- Studien zum Mönchtum, Hildesheim 1982, ISBN 3-8067-1002-3
- Bibliographie der Regula Benedicti 1930–1980. Ausgaben und Übersetzungen, Hildesheim 1983, ISBN 3-8067-0920-3
- Sackgassen im Streit mit Rudolf Bultmann. Hermeneutische Probleme der Bultmannrezeption in Theologie und Kirche, St. Ottilien 1985 (korean. Seoul 1986), ISBN 3-88096-005-4
- Frömmigkeit und Kirchengeschichte, St. Ottilien 1986, ISBN 3-88096-008-9
- Benedikts Botschaft am Ende des 20. Jahrhunderts, Münsterschwarzach 1987, ISBN 3-87868-351-0
- Theologie und Geschichte. Gesammelte Aufsätze, Band 1–5, Frankfurt a. M. 1989–2016, ISBN 978-3-631-62295-7; Band 6–12, Nordhausen 2016-2019, ISBN 978-3-95948-143-4
- Sachgemässe Exegese. Die Protokolle aus Rudolf Bultmanns Neutestamentlichen Seminaren 1921–1951, Marburg 1996, ISBN 3-7708-1062-7
- Der Kirchenhistoriker Winfried Zeller, N. G. Elwert, Marburg 1999, ISBN 3-7708-1114-3
- "Per ducatum Evangelii". Mit dem hl. Benedikt ins dritte Jahrtausend, St. Ottilien 2000, ISBN 3-8306-7017-6
- Geschichte der Evangelischen Akademie von Kurhessen-Waldeck, 2 Bände, Kassel 2003, ISBN 3-89477-903-9
- Mönchtum und Protestantismus. Probleme und Wege der Forschung seit 1877, Band 1–5, St. Ottilien 2005–2011, ISBN 3-8306-7139-3
- Wege und Begegnungen. Erinnerungen eines Theologen, EOS, St. Ottilien 2011, ISBN 978-3-8306-7518-1
- Bibelsprüche für kirchliche Feiern, Verlag Traugott Bautz, Nordhausen 2012, ISBN 978-3-88309-738-1
- Christliche Frömmigkeit. Studien und Texte zu ihrer Geschichte, Band 1: Von den Anfängen bis zum 15. Jahrhundert, Verlag Traugott Bautz, Nordhausen 2013 (3. Aufl. 2013), ISBN 978-3-88309-768-8
- Spiritualität in der neueren evangelischen Theologie, Verlag Traugott Bautz, Nordhausen 2013, ISBN 978-3-88309-790-9
- Christliche Frömmigkeit. Studien und Texte zu ihrer Geschichte, Band 2: Vom 16. Jahrhundert bis zur Gegenwart, Nordhausen 2014 (2. Aufl. 2015), ISBN 978-3-88309-826-5
- Existentiale Interpretation. Zur frühen Entmythologisierungsdebatte, Verlag Traugott Bautz, Nordhausen 2014, ISBN 978-3-88309-941-5
- Karl Barth und Rudolf Bultmann, Verlag Traugott Bautz, Nordhausen 2014, ISBN 978-3-88309-925-5
- Die Bultmann-Rade-Korrespondenz 1913-1937, Verlag Traugott Bautz, Nordhausen 2014 (2. Aufl. 2014), ISBN 978-3-88309-931-6
- Alter, Sterben und Tod. Gedanken zum Lebensende, Verlag Traugott Bautz, Nordhausen 2014 (2. Aufl. 2015), ISBN 978-3-88309-927-9
- Unvergesslich. Erinnerungen eines Theologen II, St. Ottilien 2015, ISBN 978-3-8306-7733-8
- Gebete der Christenheit, Verlag Traugott Bautz, Nordhausen 2015, ISBN 978-3-88309-961-3
- Kirchengeschichte verstehen. Evangelische Kirchenhistoriker des 20. Jahrhunderts in Deutschland, Verlag Traugott Bautz, Nordhausen 2015 (2. Aufl. 2016), ISBN 978-3-95948-069-7
- Kirchengeschichte in der Systematischen Theologie, Verlag Traugott Bautz, Nordhausen 2016, ISBN 978-3-95948-133-5
- Kirchengeschichte studieren, Verlag Traugott Bautz, Nordhausen 2016, ISBN 978-3-95948-138-0
- Erneuerung von Theologie und Kirche, Verlag Traugott Bautz, Nordhausen 2016, ISBN 978-3-95948-149-6
- Dialog und Disput – Ökumenisch und interreligiös in die Zukunft, Verlag Traugott Bautz, Nordhausen 2016, ISBN 978-3-95948-152-6
- Skandale der Kirchengeschichte, Verlag Traugott Bautz, Nordhausen 2016, ISBN 978-3-95948-184-7
- Höhepunkte der Kirchengeschichte, Verlag Traugott Bautz, Nordhausen 2016, ISBN 978-3-95948-185-4* Kirchengeschichte und Wirklichkeit, Verlag Traugott Bautz, Nordhausen 2017, ISBN 978-3-95948-193-9
- Walter Nigg und die Kirchengeschichte, Verlag Traugott Bautz, Nordhausen 2017, ISBN 978-3-95948-239-4
- Umdenken aus kirchengeschichtlicher Sicht, Verlag Traugott Bautz, Nordhausen 2017, ISBN 978-3-95948-244-8* Leid und Leiden im Christentum, Verlag Traugott Bautz, Nordhausen 2017, ISBN 978-3-95948-248-6
- Vergangenheit, Gegenwart und Zukunft, Verlag Traugott Bautz, Nordhausen 2017, ISBN 978-3-95948-267-7
- Kirchenhistoriker des 20. Jahrhunderts, Verlag Traugott Bautz, Nordhausen 2017, ISBN 978-3-95948-318-6
- Menschen, Tiere und Ereignisse – Autobiographisches eines Theologen, Verlag Traugott Bautz, Nordhausen 2018, ISBN 978-3-95948-327-8
- Kirchengeschichte im pluralistischen Zeitalter, Verlag Traugott Bautz, Nordhausen 2018, ISBN 978-3-95948-363-6
- Kirchengeschichte, Verlag Traugott Bautz, Nordhausen 2018, ISBN 978-3-95948-357-5
- 50 Jahre Biographisch-Bibliographisches Kirchenlexikon – Ein Weg in die Zukunft, Verlag Traugott Bautz, Nordhausen 2018, ISBN 978-3-95948-351-3
- Vergangenheit, Verlag Traugott Bautz, Nordhausen 2019, ISBN 978-3-95948-412-1
- Handbuch zur Kirchengeschichte, Verlag Traugott Bautz, Nordhausen 2019, ISBN 978-3-95948-417-6

### Herausgegebene Werke (Auswahl)
- Paulus Gordan, Zeugen der Zukunft. Radioansprachen und Leitartikel aus zehn Jahren, Beuron 1969
- Winfried Zeller, Frömmigkeit in Hessen. Beiträge zur hessischen Kirchengeschichte, Marburg 1970, ISBN 3-7708-0398-1
- Winfried Zeller, Theologie und Frömmigkeit. Gesammelte Aufsätze, Band 1–2, Marburg 1971–1978, ISBN 3-7708-0559-3
- Paulus Gordan, Im Blickpunkt: Der Mensch. Geistliche Essays, Meitingen-Freising 1971, ISBN 3-7838-0066-8
- Karl Barth – Rudolf Bultmann, Briefwechsel 1922–1966, Zürich 1971 (ND Berlin 1973) (span. Bilbao 1973, engl. Grand Rapids, Michigan, 1981) (2., erw. Aufl.: Briefwechsel 1911–1966, Zürich 1994), ISBN 3-290-10916-X
- Regulae Benedicti Studia. Annuarium Internationale, Band 1–15, Hildesheim/St. Ottilien 1972–1988
- Regulae Benedicti Studia. Supplementa, Band 1–21, Hildesheim/St. Ottilien 1974–2011
- Traditio – Krisis – Renovatio aus theologischer Sicht. Festschrift Winfried Zeller zum 65. Geburtstag (zus. mit Rudolf Mohr), Marburg 1976, ISBN 3-7708-0533-X
- Rudolf Bultmanns Werk und Wirkung, Darmstadt 1984 (Sonderausg. 2012), ISBN 978-3-534-24814-8
- Heinrich Seuse – Johannes Tauler, Mystische Schriften, München 1988 (2. Aufl. 1993), ISBN 3-424-00924-5
- Betreuungsgesetz und Betreuungsvereine. Vormundschaft und Pflegschaft in der Zukunft, Hofgeismar 1991 (3. Aufl. 1995), ISBN 3-89281-199-7
- Bibel und Mythos. Fünfzig Jahre nach Rudolf Bultmanns Entmythologisierungsprogramm, Göttingen 1991, ISBN 3-525-33577-6
- Die letzte Ruhe. Christliche Bestattungsriten und Friedhofskultur in der multikulturellen Gesellschaft, Hofgeismar 1991 (2. Aufl. 1992), ISBN 3-89281-182-2
- Erinnern – Verstehen – Versöhnen. Kirche und Juden in Hessen 1933–1945, Kassel 1992, ISBN 3-920310-83-7
- Hans Küngs "Projekt Weltethos". Beiträge aus Philosophie und Theologie, Hofgeismar 1993 (2. Aufl. 1996), ISBN 3-89281-206-3
- Hören auf sein Wort. Jochen Klepper zum Gedenken, Hofgeismar 1993, ISBN 3-89281-208-X
- Wahrheit und Geschichte. Vom Umgang mit deutscher Vergangenheit, Hofgeismar 1993, ISBN 3-89281-205-5
- Dem Evangelium Raum geben. Pfarrerinnen und Pfarrer auf dem Weg in die Zukunft, Hofgeismar 1994, ISBN 3-89281-213-6
- Melancholie. Sinnaspekte einer Depression, Hofgeismar 1994, ISBN 3-89281-215-2
- Frömmigkeit. Gelebte Religion als Forschungsaufgabe, Paderborn 1995, ISBN 3-87088-806-7
- Christliche und jüdische Identität nach Auschwitz, Hofgeismar 1996, ISBN 3-89281-220-9
- Paul F. Knitter, Horizonte der Befreiung. Auf dem Weg zu einer pluralistischen Theologie der Religionen, Frankfurt a. M./Paderborn 1997, ISBN 3-87088-887-3
- Ökumenische Kirchengeschichte. Probleme, Visionen, Methoden, Paderborn/Frankfurt a. M. 1998, ISBN 3-87088-862-8
- Glaubenswelten. Zugänge zu einem Christentum in multireligiöser Gesellschaft (zus. mit Urs Baumann), Frankfurt a. M. 1998, ISBN 3-87476-341-2
- Biblische Theologie. Entwürfe der Gegenwart (zus. mit Hans Hübner), Neukirchen-Vluyn 1999, ISBN 3-7887-1753-X
- Kirchengeschichte als Wissenschaft, Münster 2013, ISBN 978-3-402-12952-4
- Gebete der Christenheit, Nordhausen 2015, ISBN 978-3-88309-961-3

## Festschriften
- Makarios Hebler OSB (Hrsg.): Achter Internationaler Regula Benedicti-Kongreß. Abtei Montserrat, 27.9.–3.10.1993. Für Bernd Jaspert zum 50. Geburtstag im August 1994, St. Ottilien 1994, ISBN 3-88096-948-5
- Helmut Gehrke, Makarios Hebler OSB, Hans-Walter Stork (Hrsg.): Wandel und Bestand. Denkanstöße zum 21. Jahrhundert. Festschrift Bernd Jaspert zum 50. Geburtstag, Paderborn/Frankfurt a. M. 1995 (mit Bibliographie Bernd Jaspert 1967–1995), ISBN 3-87088-862-8